# Bloedbank

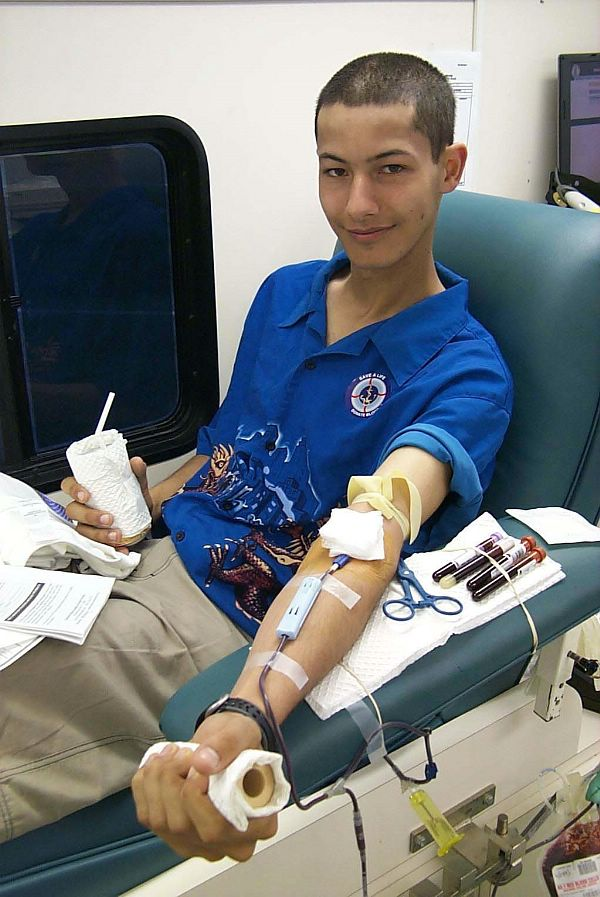
Bloeddonatie

Een bloedbank of bloeddonorcentrum is een gebouw of locatie waar bloed dat is afgestaan door bloeddonoren beschikbaar wordt gehouden zodat patiënten die bloed nodig hebben voor transfusie dit kunnen opnemen in het lichaam. In Nederland en België zijn bloedbanken meestal vaste locaties, waar men op vaste tijdstippen donoren ontvangt. In andere landen werkt men ook wel met een "rondreizende" of mobiele bloedbank, waarbij men bijvoorbeeld driemaal per jaar een week lang in een bepaalde stad of regio een bloedbank inricht, en men daarna weer vertrekt naar een volgende locatie.

## De bloedbank

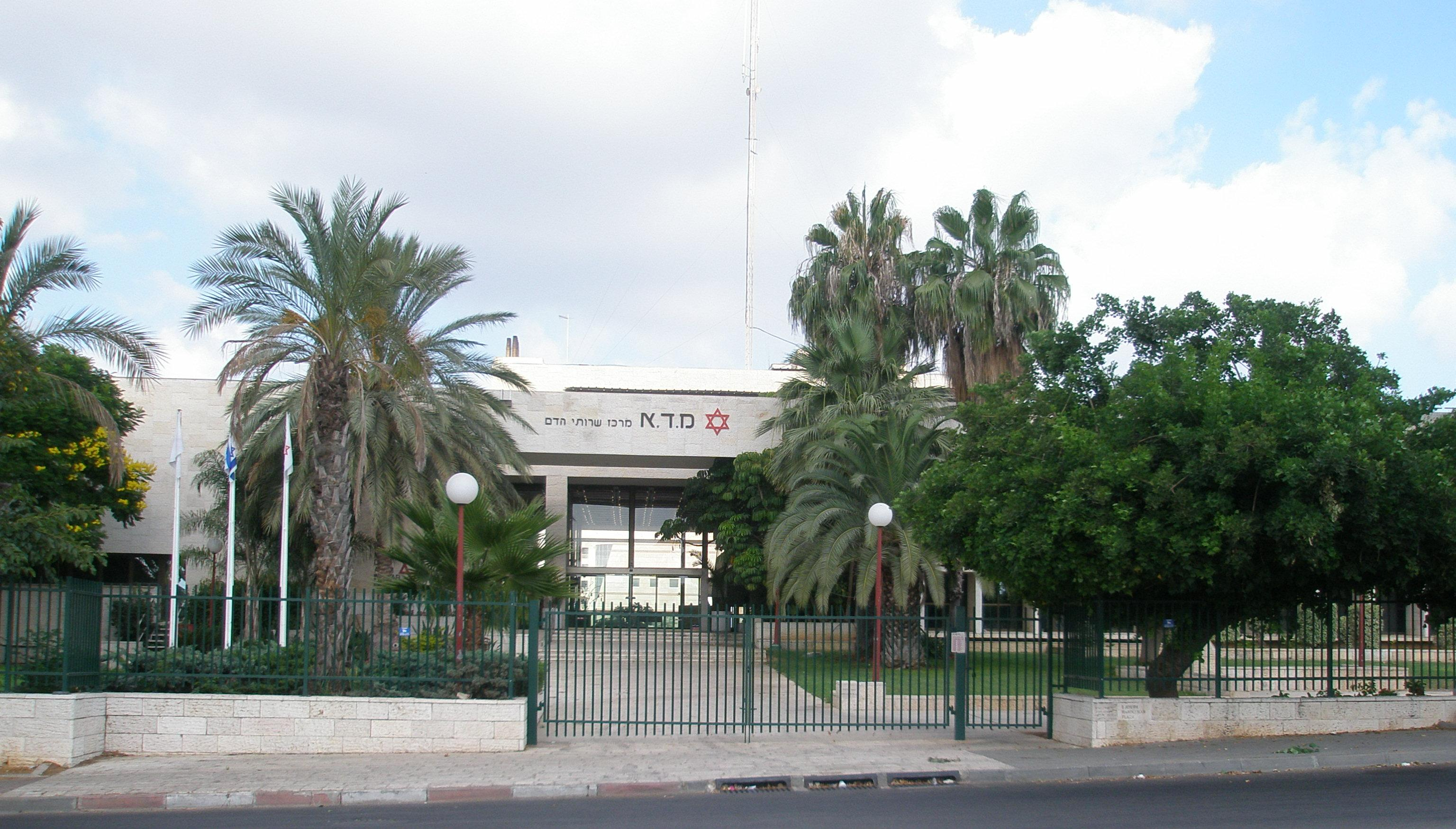
Een bloedbank van Magen David Adom

In ontwikkelde landen heeft een bloedbank in de regel:
- Een ontvangstruimte waar de donor zich aanmeldt en vaak met behulp van legitimatie zijn identiteit bewijst.
- Een keuringsruimte, waar de donor vóór de donatie een medische keuring ondergaat, om te zien of hij veilig kan doneren. Deze keuring dient te geschieden in een aparte ruimte, zodat de privacy van de donor gewaarborgd is.
- Een donatieruimte, waar de donor meestal plaats kan nemen in gerieflijke leunstoelen of bedden en waar het bloed afgenomen wordt.
- Een koffieruimte, waar de donor na de donatie geacht wordt nog even plaats te nemen en wat te eten en drinken.
- Een koelkast of koelruimte om het bloed na de afname in te koelen.
- Niet elke bloedbank heeft meer zijn eigen laboratorium waar het bloed getest en bewerkt wordt. Tegenwoordig zijn daarvoor vaak laboratoria op centrale locaties ingericht, waar het bloed naartoe getransporteerd wordt.

## Geschiedenis van de bloedbanken
Nadat Karl Landsteiner in 1901 het moderne systeem van bloedgroepen ontwikkelde en in 1937 de resusfactor identificeerde, werd het mogelijk om veilig bloed van de ene persoon aan de andere te geven. Tijdens de Tweede Wereldoorlog werd een methode ontdekt om bloed gedurende langere tijd buiten het lichaam vloeibaar (niet gestold) en goed te houden. Hierdoor werd het mogelijk om bloed in een ziekenhuis op voorraad te houden.
Elk ziekenhuis stichtte toen een eigen bloedbank, waarbij mensen uit de omgeving opgeroepen werden om bloed te komen geven. Vaak bestond zo'n bloedbank alleen uit een kast met de spullen die nodig waren voor de donatie, een stoel, en een koelkast om het bloed in te bewaren.
Met de ontwikkeling van de medische wetenschap en de geneeskunde werd de vraag naar bloed groter en veranderden de eisen die aan een bloedbank gesteld werden. Bloedbanken werden steeds groter en georganiseerder en gingen steeds vaker samenwerken, hetgeen in Nederland en België uiteindelijk leidde tot één landelijke organisatie waarbij alle plaatselijke bloedbanken aangesloten zijn.

## Nationale organisaties van bloedbanken

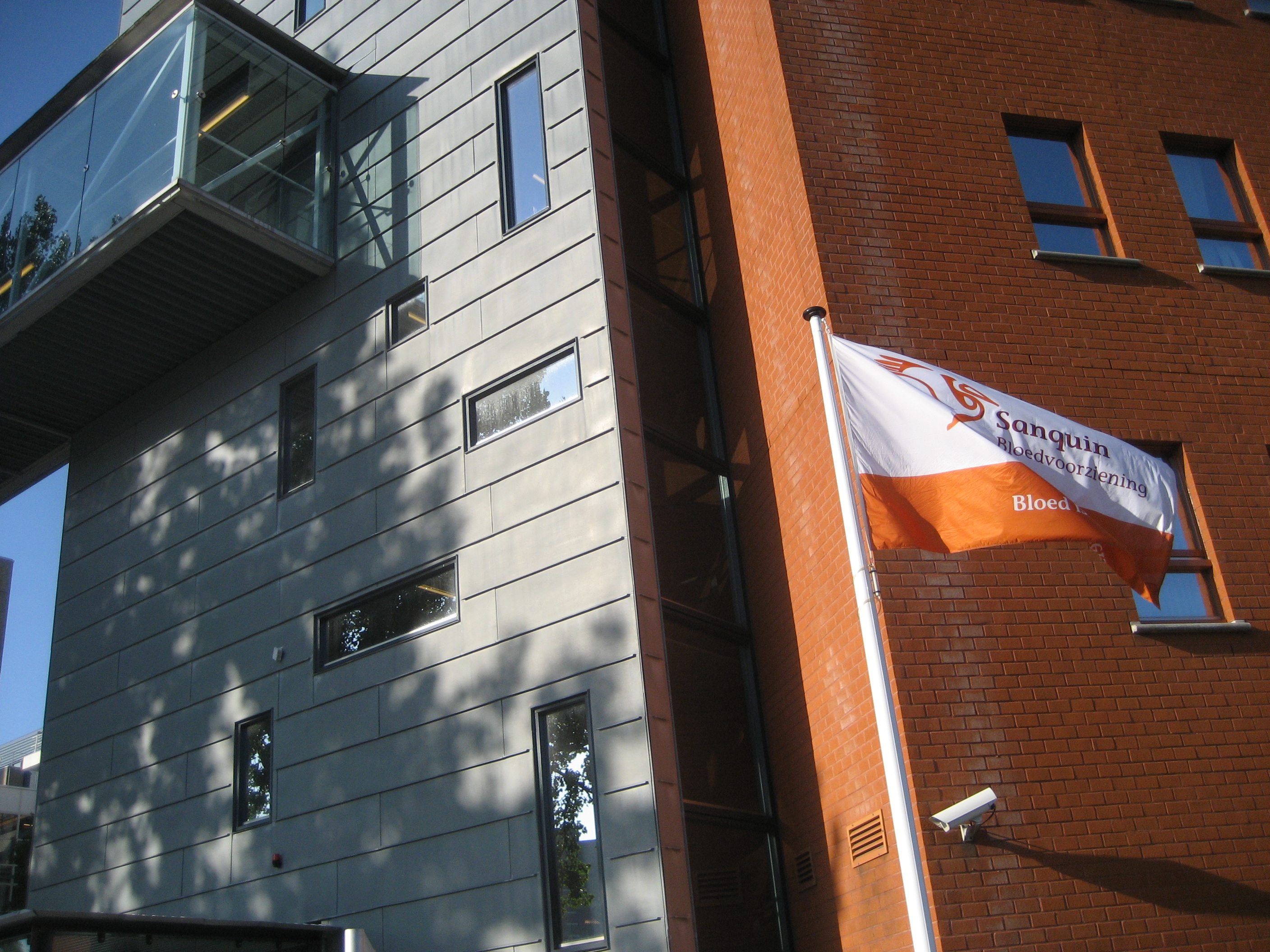
Bloedbank Leiden

De Nederlandse organisatie van bloedbanken heet Sanquin.
De Belgische organisatie van bloedbanken wordt vanuit het Belgische Rode Kruis georganiseerd.

## Veterinaire Bloedbank
Sinds 2003 bestaat er in Nederland een bloedbank waar honden- en kattenbloed wordt afgenomen, opgeslagen en wordt uitgegeven aan patiënten in binnen- en buitenland.